# Нокс (Индиана)
Нокс (англ. Knox) — город и административный центр округа Старк в штате Индиана в Соединённых Штатах Америки.
Согласно данным переписи населения США 2020 года число жителей города 
составляло 3662 человек, что, для такого небольшого населённого пункта, существенно больше (− 1.1%), чем было во время предыдущей переписи проводившейся в 2010 году (3704 человек).

## История
Первое отделение Почтовой службы США было открыто в этих местах в 1820 году.
Нокс был основан в 1851 году и назван в честь американского генерала Генри Нокса, участника Войны за независимость США и первого военного министра страны.
В городе есть начальная, средняя и старшая общеобразовательные школы, а также публичная библиотека.
Документальный фильме 2013 года «Новобрачный», получивший приз зрительских симпатий фестиваля «Tribeca», был основан на фактах из жизни уроженца города Тома Ли Брайдгрума, часть сцен была снята в Ноксе.

## География
Город Нокс находится на берегах реки Жёлтая.
Согласно данным Бюро переписи населения США от 2010 года, общая площадь Нокса составляет 3,92 квадратных мили (10,15 км2), вся эта территория приходится на сушу.